# Cathédrale Saint-Sauveur de Morelia
Pour les articles homonymes, voir Cathédrale Saint-Sauveur.
La cathédrale Saint-Sauveur, située à Morelia, capitale de l'état de Michoacán au Mexique, est le siège de l'évêque de l'archidiocèse de Morelia.